# Mariann Fischer Boel

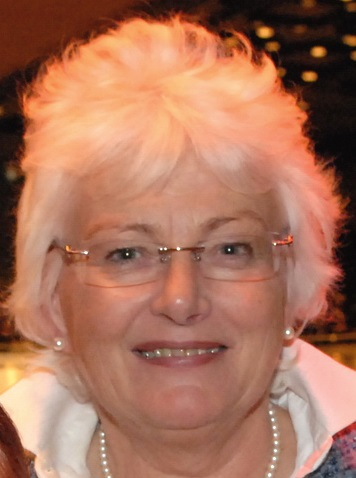
Mariann Fischer Boel (2008)

Mariann Fischer Boel [maˈri̯an ˈfɪʃɐ ˈboːl] (* 15. April 1943 in Aasum auf Fünen) ist eine dänische Politikerin der rechtsliberalen Partei Venstre und ehemalige EU-Kommissarin.

## Leben
Fischer Boel ist verheiratet und besitzt mit ihrem Ehemann Hans Fischer Boel mehrere Bauernhöfe in Dänemark. Dazu gehörte auch der Gutshof Østergård bei Munkebo, den sie mittlerweile an ihre Tochter und den Schwiegersohn übergeben hat. Durch den landwirtschaftlichen Betrieb flossen ihrem Mann erhebliche Subventionen der EU zu, die teilweise bei über 50.000 Euro jährlich lagen. Die daraufhin in der dänischen Öffentlichkeit laut gewordene Kritik konnte sie zerstreuen.

## Karriere in Dänemark
1982 bis 1991 und 1994 bis 1997 war sie Ratsherrin von Munkebo, 1986 bis 1990 auch 2. stellvertretende Bürgermeisterin der Gemeinde. Von 1994 bis 2001 führte sie mehrere Parlamentskommissionen als Präsidentin an, von 1994 bis 1998 die Parlamentskommission „Ernährung und Landwirtschaft“, dann für ein Jahr „Handel und Industrie“ und anschließend bis 2001 „steuerliche Angelegenheiten“.
Im Jahre 2002 wurde sie zur Ministerin für Landwirtschaft und Nahrungsmittel der Regierung von Anders Fogh Rasmussen ernannt.

## Karriere in der EU
Von November 2004 bis Februar 2010 leitete sie als EU-Kommissarin das Ressort Landwirtschaft und ländliche Entwicklung. Am 18. November 2004 wurde sie in ihr Amt eingeführt. 2007 legte sie eine Vorlage zur EU-Weinmarktreform vor, in der sie den Begriff Apfelwein verbieten lassen will. Gegner dieser Reform formulierten unter anderem die Mainzer Resolution, welche politische und berufsständische Vertreter der Versammlung der Weinbauregionen Europas (AREV) am 4. September 2007 in Alba Iulia bereits umrissen hatten.